# Псари (Скерневицький повіт)
Псари (пол. Psary) — село в Польщі, у гміні Новий Кавенчин Скерневицького повіту Лодзинського воєводства.
Населення — 31 особа (2011).
У 1975-1998 роках село належало до Скерневицького воєводства.

## Демографія
Демографічна структура станом на 31 березня 2011 року:
|          | Загалом | Допрацездатний вік | Працездатний вік | Постпрацездатний вік |
| -------- | ------- | ------------------ | ---------------- | -------------------- |
| Чоловіки | 17      | 2                  | 9                | 6                    |
| Жінки    | 14      | 1                  | 5                | 8                    |
| Разом    | 31      | 3                  | 14               | 14                   |